# 伯恩赛德市的历史

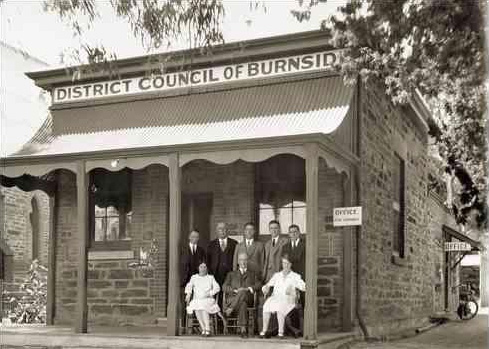
1928年，摄于伯恩赛德区议会的旧会议厅（建于1869年）。

伯恩赛德市是阿德莱德大都会区的一个地方政府区域，它的历史跨越了三个世纪。在欧洲人来此定居之前，伯恩赛德的居民是考尔纳人。他们冬季居住在托伦斯河的小溪周围，夏季居住在阿德莱德山。
1836年，英国在南澳大利亚殖民后不久，这里的定居者开始在阿德莱德市东部的山脚下购置房产。1838年，马吉尔村被划分了出来。一个名叫彼得·安德森的苏格兰人和他的家人是1839年在现在被称为伯恩赛德郊区地区的第一批正式定居者，他以他的财产毗邻多伦河而命名该地区（在苏格兰语中，"伯恩 "是指小溪或河流）。此后不久，伯恩赛德村成立，伯恩赛德区议会于1856年在公报上公布，从更大的东多伦斯区议会中分离了出来。早期伯恩赛德的经济支柱是葡萄种植、采矿和橄榄园。格伦奥斯曼拥有大量的矿场资源, 并且还在马吉尔和士敦尼埠建立了葡萄园。
1926年，现在的议会厅建成于图斯莫尔；1935年，议会成为一个了市镇。随着整个地区经济的增长和城市的发展，伯恩赛德在1943年被设立为城市。20世纪60年代，伯恩赛德建立了一个社区图书馆和一个游泳中心；1997年至2001年期间，对这两个中心进行了进一步的扩展和升级。

## 早期的村庄
在南澳大利亚州成立仅29个月时的1839年5月，肯辛顿村就成立了。这个村主要发展农业，与附近的诺活村关系密切。1853年，这两个村子组成了阿德莱德最早的市镇之一，即诺活和肯辛顿镇，后来演变成今天的诺活卑尼咸及圣彼得斯市。现在肯辛顿花园和肯辛顿公园的郊区是被包括在伯恩赛德市的肯辛顿的部分地区。 马克吉尔村（后来的马吉尔村）村最初是作为524英亩（约2.1平方）的马克吉尔村庄园建立的。庄园的主人是两个前往新成立的殖民地的途中在水牛号上相遇的苏格兰人罗伯特·考克和威廉·弗格森。这个庄园是以库克夫人的受托人大卫·M·马克吉尔的名字来命名的。 负责耕种庄园的弗格森在1838年时建造了庄园的宅基地。 但在耕作开始后不久，两人就因缺乏资金，使得马吉尔成为第一个被分割的山麓村庄。 格伦奥斯曼村的发展与两位康涅狄格移民在奥斯曼山山坡上发现银和铅密切相关。他们发现的矿物在当时南澳大利亚州的早期经济尚未建立，面临破产时，为殖民地提供了宝贵的出口收入。 当时，南澳大利亚州长乔治·高勒在第一时间参观了这一发现，因此第一个矿场麦尔·高勒就是以他的名字命名的。在19世纪40年代，麦尔·高勒中开采的矿物资源出口到海外，并且因为几个矿场被一个德国商人买下，这为早期的康沃尔人和后来的德国移民提供了就业机会。早期的村庄有着很强烈的康涅狄格风格，后来因为德国人的移民又增添了很多德国特色。但在1851年，邻近的维多利亚殖民地开始出现淘金热，工人们纷纷出走，采矿业随之衰落。
1839年，安德森家族是伯恩赛德村建立后首先在这里定居的。彼得·安德森以其位于多伦河边的位置命名了这块土地（"Burn "在苏格兰语中指小河）。他们带来了来自苏格兰的良好品行、宝贵的耕作经验和3000英镑（2018年为26万英镑）；然而，苏格兰的耕作模式与这里反季节的耕作模式大相径庭，他们未能适应这样的变化。于是，1847年，安德森一家卖掉了他们的土地，放弃了他们的宅基地搬到了莫菲特谷。很快，在1849年，这片土地的买主威廉·兰德尔决定在在他的新土地上建造一个村庄。他聘请了测量师和规划师内森·海勒斯来规划新的村庄村。当从欧洲的植物在这里茂盛的生长时，海勒斯既惊讶又失望这里已经有人定居过并离开。 这里建立的第一批村庄，即格伦奥斯曼、马吉尔和肯辛顿村，在伯恩赛德新村宣布成立时已经存在一段时间了。 新村处于一个很好的发展位置；它被两条主要的大道所包围，即伯恩赛德（现在的格林伯恩）和青山道，并且有位于多伦河的优势。 因此这个村子很快就吸引了很多居民；其中一些是在山脚下建造庄园的阿德莱德富人，另一些则更关心在土地上的工作。海尔斯在1850年的广告中把村子描述成 "美丽的伯恩赛德"，它的优点是 "永久的自来水、广阔和多样化的视野、丰富的花园土壤和良好的建筑石材"，还提供了一条 "直达的、新开辟的、没有缺陷的通往阿德莱德的道路"。

## 区议会成立
成立伯恩赛德区议会的村庄原本属于东多伦斯区议会，其面积为159平方公里（61平方英里）。东托伦斯北部与托伦斯河接壤，东部是阿德莱德山，南部是巴克山路，西部是阿德莱德公园区。1853年5月26日，总督亨利·杨根据1852年区议会法的规定宣布东托伦斯区议会成立，并按照法案的要求任命了五位就职议员，分别是： 大卫·瓦克博士、詹姆斯·科布莱迪克、查尔斯·邦尼、丹尼尔·弗格森和乔治·穆勒。 其中，邦尼除了是一名议员外，还是殖民地的皇家土地专员。  1853年6月12日，议员们在马吉尔的World's End酒店举行了第一次会议。 通过会议制定了最初的计划，首先调查和评估议会地区，并按照《议会法》的规定收取许可费和税费。
来自马吉尔的T.B.Penfold于1854年1月1日成为第一任区书记和收款员。1854年1月4日，纳税人们投票表决了他们将向议会支付多少费用（以一先令比一磅）；并且决定免除慈善组织、学校和教堂的税款。到1855年，议会区的人口为3705人，比邻近的肯辛顿和诺活高出一千人。事实证明，庞大的东托伦斯并不像肯辛顿和诺活那样稳定。纳税人对他们的钱的去向感到沮丧；议员们没有实质的行动也缺乏资金，影响力议会的有效运作，而且这个地区的贫富差距也很大。因此，在1856年8月14日，该地区被一分为三，不再统一。佩内汉姆区议会在东托伦斯的西北部分离出来，伯恩赛德区议会则从东托伦斯的西南部15.9平方公里（6.1平方英里）的地方分离出来。1858年，随着克拉弗斯区议会的脱离，东托伦斯议会进一步分裂。

## 19世纪60年代至19世纪末期
1856年8月19日，新的伯恩赛德区议会在塔斯莫尔的绿门旅馆举行了第一次会议。由于选举新议员需要时间，12月29日，议会再次举行了会议。议会主席克里斯托弗·彭福德博士在会议时会见了其余的代表： 来自格伦南加的丹尼尔·弗格森、来自蒙特雷斯的亚历山大·格森、来自马吉尔的约翰·汤森，以及来自贝利维的詹姆斯·格里尔斯。正是在这一时期，肯特镇决定不成为伯恩赛德的一部分，而是申请加入了肯辛顿和诺活的企业镇。直到1869年12月，第一个议会厅建成时，议会一直在酒店或弗格森的家中举行会议，但这并不影响它仍然能够根据《1852年地方政府法》运作并履行其义务。议会的工作内容主要包括管理小路，管理屠宰场许可证和公共房屋，以及防止有毒的苏格兰蓟的蔓延。并且根据1851年的另一项法案，议会也有义务鼓励和支持教育的发展。许多道路和桥梁工程建设都开始于议会成立之后，早期的居民惊讶于这样大量的开发和建设。但是由于这样大量的建设，议会几乎要被压垮了，所以在他们地区建造桥梁时，只能被迫要求个别纳税人提供一些金钱援助。
伯恩赛德的大部分历史是由居民生活中重要组成部分的机构（学校和教堂）观察和记录的。 1846年，这里的第一所学校在马吉尔开设，这也是全州范围内教育的首次开拓。1855年11月，马吉尔小学进行了扩建，同年有38名男孩和29名女孩入学；他们由一名教师教授阅读、写作、算术、语法、地理、历史、绘画和唱歌等课程。到了1865年，教师数量增至两名。 格伦奥斯曼小学成立于1858年10月，在格伦奥斯曼小学成立之前，这是一个社区辩论和学习中心。 1872年，伯恩赛德小学接管了一个小型私人机构成立了学校。 这些小学在没有适当的图书馆和类似机构的情况下，从镇上的居民那里获得了大量的书籍和著作。居民们还利用学校对于国家和地区的未来进行着频繁又激烈的辩论，这些讨论常常会吸引大量的人群驻足和参与。然而，即使有这样的精神，在对成年人的教育领域仍然空缺。这样的学习动力一直持续到布尔战争，在此之后社会上更加强调体育活动和功绩。但令人感到奇怪的是，这种学习活动的发展并没有在现在的议会厅、社区中心和图书馆所在的，伯恩赛德靠近塔斯莫尔的传统中心得到复制。
到了1871年，伯恩赛德已经发展成能支持着1,557名适度的人口生活的是一个混合的村庄。相比之下，虽然肯辛顿-诺活面积较小，但却已经发展至5132人。 格伦奥斯曼仍然受到采矿业扩张后的巨大影响，是最大的单一人口中心，有343名居民。区议会也在1869年12月建造了它的第一个议会厅。在1870年至1880年期间，比拉公园（北肯辛顿）和伊斯特伍德两个村庄经历了人口增长和发展，呈现出繁荣的景象，不仅为新移民提供住房，也能为富有的阿德莱德提供投资。 取代公园地区的一个拥挤的建筑而建于1866年的帕克赛德医院（现在的格伦赛德）是一家精神专科医院。在它建造的场地上，有一面精致的外墙，那是伯恩赛德早期的建筑纪念碑。 1881年，托马斯·库珀在莱布罗克创世了南澳大利亚的第一个啤酒品牌 “库珀”在同一时期，斯托尼菲尔也出现了经济扩张的情况；其大型采石场于1867年转让，1873年，斯托尼菲尔橄榄公司成立。 19世纪末是伯恩赛德的一个重要发展时期。然而，在几十年不计后果的扩张之后，大洋洲的经济陷入萧条，伯恩赛德遭到了严重打击，这种发展在最后十年，即19世纪90年代时戛然而止。

## 20世纪初期

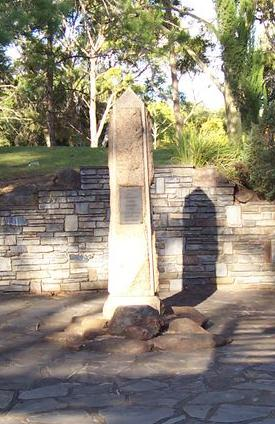
位于哈泽尔伍德公园内以纪念伯恩赛德在第一次世界大战中牺牲的方尖碑。

到20世纪初，伯恩赛德的城市化发展更加显著。即使围场仍然散布在整个地区，村庄也在稳步发展中。图勒花园，德威治和其他靠近城市的村庄被刊登在宪报上，被宣传为郊区，向居民区开放。发展也比早期来说有所进步。到1920年时，区议会区共有人口17,000名，房屋4,000所。在6万英镑的发展预算中，有10%是商业企业的付款，其余则由纳税人的费用组成。 南澳大利亚州政府也颁布了更多包含《1920年城市规划法》和《1923年建筑法》在内的，与地方政府有关的法律。 这些法律都给于了议会在必要的时候更多的责任与权力；与此同时，阿德莱德正在逐步扩大。伯恩赛德的议员们建议州政府收购和管理旅游度假区；并在瀑布沟开设了一个信息亭，根据这一建议莫里亚塔保护公园也成功建立。 此外，伯恩赛德因其精心的绿化和植树计划而受到了阿德莱德报纸的高度关注。议会正在进行保护古树的行动，并且每年种植树木约500棵。这一时期，伯恩赛德的一位议员HES Melbourne因为在大萧条缺乏资金时，用自己的钱为居民购置了粮食储备和土地，而受到了人们的崇拜。他制定了精简但合理的预算计划，并监督种植树木和树叶以美化城市。接替Melbourne担任议员的当地居民戈登·艾伦这样描述他： "没有一个议会拥有比他更好的人"。 Melbourne还监督了奥斯曼山高尔夫球场的建设，但他建设乡村俱乐部的设想没有实现。

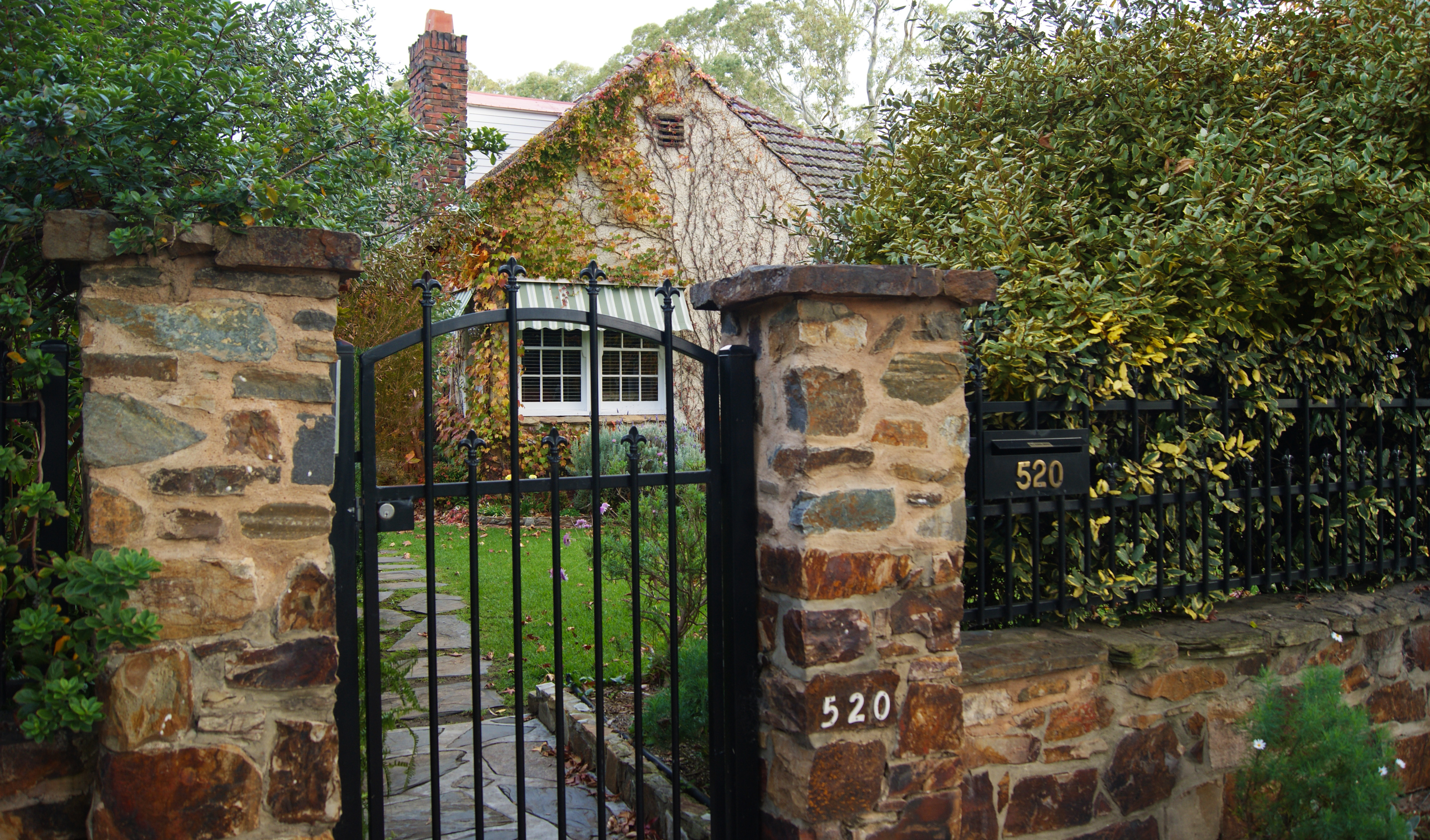
伯恩赛德有门禁的房屋

山面区之在20世纪20年代的发展限制已经建立；所以议会有义务遵守它严格的准则。 1928年，宏伟的新议会厅建造在格林希尔和波特鲁什路的拐角处，并且至今仍在使用。 虽然1931年，洪水摧毁了瀑布沟， 伯恩赛德仍然继续发展；直到1935年，伯恩赛德区议会成为伯恩赛德自治市。 但到1941年，只剩下401英亩的耕地在耕种。

## 战后至20世纪70年代
1943年，伯恩赛德自治市被宣布为伯恩赛德行政市。1945年，在约翰-克利兰爵士教授的游说努力下，克利兰保护公园（2021年11月扩大并升级为克利兰国家公园）的大部分地区被州政府购。这片土地的大部分，包括瀑布沟地区，在1963年被合并为公园，向东延伸到乐富泰山的山顶，向北延伸到格林希尔路。 

伯恩赛德的许多男性市民都参加了第一次和第二次世界大战。回国后，人们为他们举行了纪念仪式，并命名了伯恩赛德第一家社区医院的名字。建在当地居民奥托·范·莱宾捐赠的房子里的伯恩赛德战争纪念医院于1949年4月在图勒花园开业。  在伯恩赛德的各个地方都可以看到阵亡者纪念碑；例如：游泳中心对面的黑泽尔伍德公园，学校和教堂，以及保护区。与澳大利亚大部分地区一样，伯恩赛德坚持 "毋忘初心 "的理念，同样，这句话被也印在许多社区建立的纪念碑上。 在亚历山德拉大道的玫瑰公园里，有一座大型的澳大利亚帝国部队士兵的纪念碑和雕像，牌匾上写着： "纪念阵亡者：二战、韩国、越南"。". 战争结束后，幸村士兵在伯恩赛德市成立了几个退伍军人联盟俱乐部。
1951年，当澳大利亚在庆祝澳大利亚联邦的金禧年时，伯恩赛德的居民也参加了庆祝活动，并在之后的1956年纪念了他们自己的城镇的一百周年。 在卑霍利政府领导下的战后经济和婴儿潮中，伯恩赛德的人口以惊人的速度增长；从1947年的27,942人，增长到1961年的38,768人。 郊区吞并了剩余的围场，并且在在肯辛顿公园里1953年建造了一个公共舞厅，1965年建造了一个奥林匹克看台。 1963年，克利兰保护公园在伯恩赛德的东部边界建立。
在20世纪60年代和70年代，通过政府资助的道路工程计划，伯恩赛德的道路全部改成沥青路。还制定了新的道路建设计划来代替蜿蜒而危险的白加山道。 其中修建连接哈泽尔伍德公园和青山道的伯恩赛德-克拉夫特公路的建议得到了议会的大力支持。它将穿过哈泽尔伍德公园和博蒙特，绕过瀑布沟的山丘，然后越过鹰山，与克拉弗斯连接。伯恩赛德议会为这一建议付出了很多努力，包括拓宽了林登大道（从西北到东南方向），为公路的建设做准备。但是提案最终被否决，因为支持升级白加山路，将会穿过原本平静的郊区。

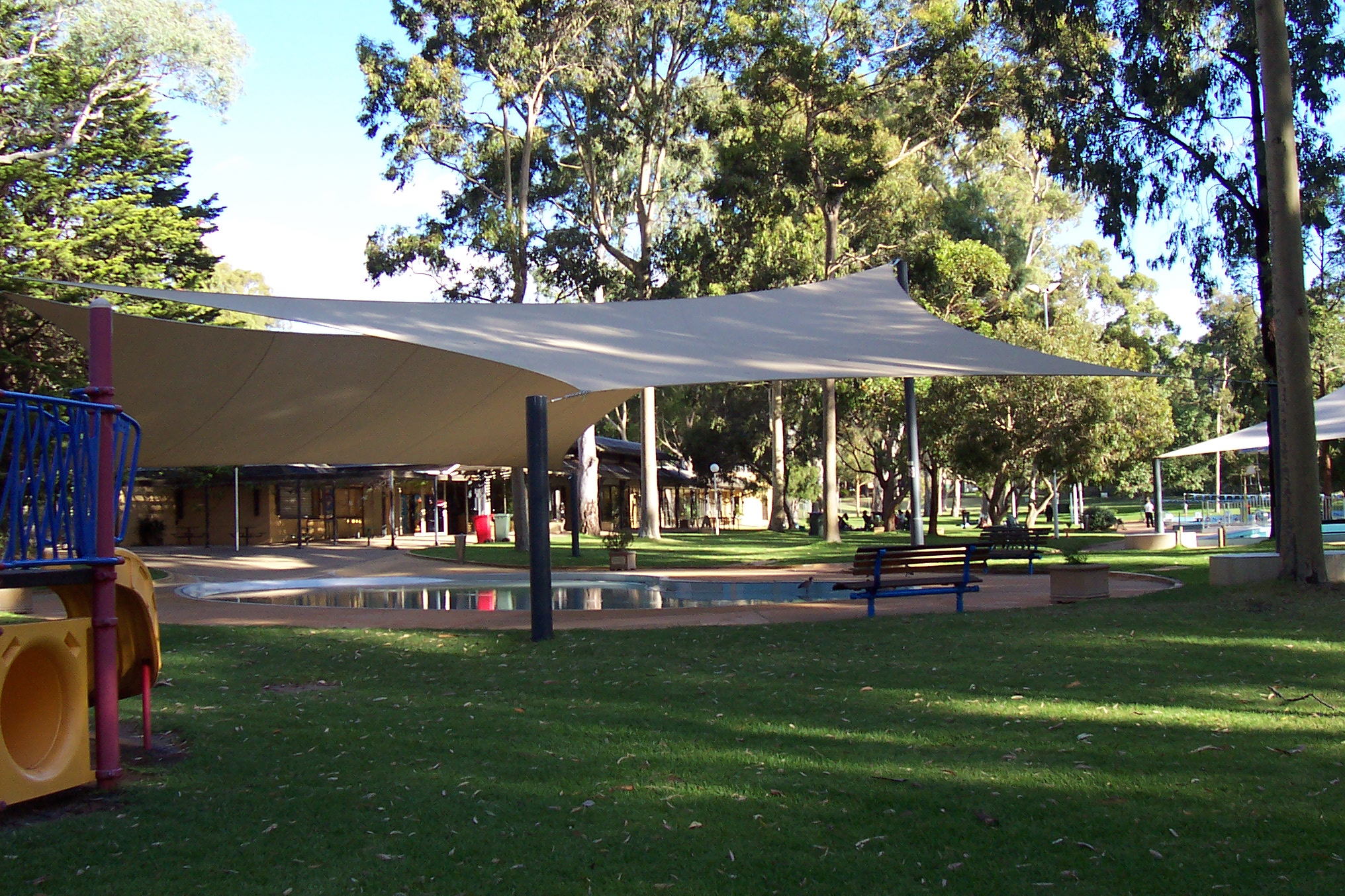
哈泽尔伍德公园的游泳中心

1955年《图书馆法》的通过，为居民建立图书馆的费用变得容易负担。所以，在1959年2月首次提出建议后，伯恩赛德于1961年建立了一个拥有7800册图书的公共图书馆。伯恩赛德游泳中心于1966年开业；因为当时的市长乔治·博尔顿对中心所在的黑泽尔伍德公园有一个宏伟的愿景，所以该游泳中心是他重点关注的项目。但博尔顿在1964年首次提出这个想法时遇到了前所未有的公众反对。 因为伯恩赛德的大量老年人(15%)完全反对这个想法，他们认为泳池的建设会带来很多麻烦和噪音。 并且泳池的建造费用也估计为7.5万英镑 (£1,620,000 as of 2025). 当建筑师们因拟议的开发规模而辞职，许多居民也表示反对时，阿德莱德的报纸却举行了一场舞会;1964年，漫画家们也在他们的日常漫画中花了很多篇幅来报道这场灾难。3月24日，《星期日邮报》发表了一篇题为《伯恩赛德对游泳池说不》的民意调查结果。" 但博尔顿市长对结果并不感到沮丧，也继续推进自己的想法，并在12月宣布了新的计划。经过一场激烈的公众运动和对该项目的微小修改，1965年2月的一次民意调查强烈支持这一想法。市长赢得了这场“战斗"，并在开放时将其命名为乔治·博尔顿游泳中心以纪念他。
伯恩赛德议会在1967年制定了一个雄心勃勃的目标: 每1000人要留出5公顷的保护区。 为了实现这一目标，议会从州政府手中购买了哈泽尔伍德公园，并通过1973年的地方政府法修正案获得了对博蒙特公园的控制权， 并从公路部门获得奥斯蒙德山的部分地区的控制权。 在进入市议会的所有权之前，黑兹尔伍德公园已经将要在政府的倡议下进行细分。当议会听说这件事，在与总理托马斯·普莱福德四世进行了讨论后，提出了接管所有权的建议，并于1964年转让了契约。

## 20世纪80年代至21世纪初期

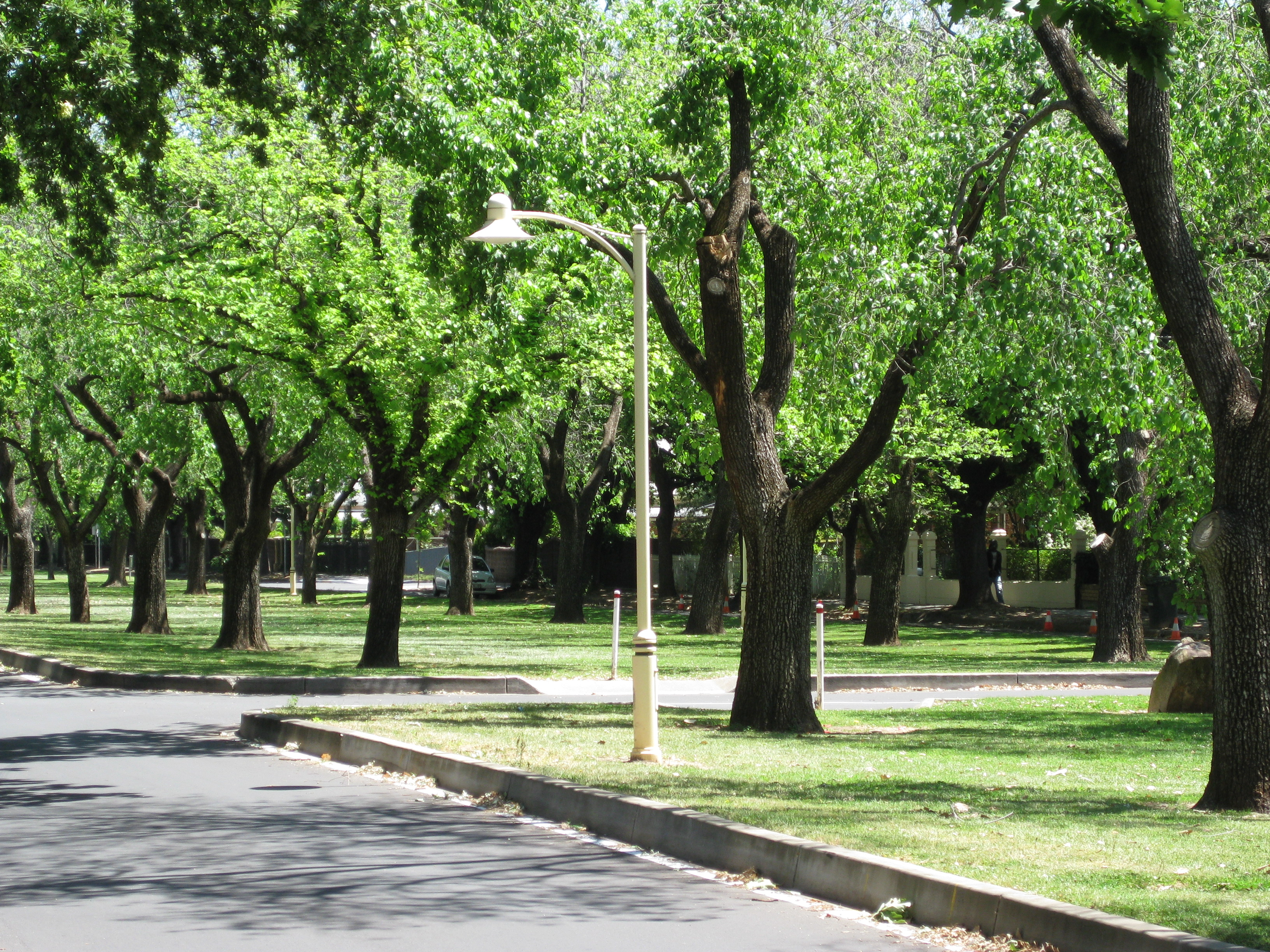
亚历山大大道，玫瑰公园

1982年，在议会会议厅旁边建造了一个社区中心，毗邻图书馆。整个议会综合大楼于1996年首次升级，同时升级了伯恩赛德游泳中心。2001年进行了进一步的升级，为居民提供了一个现代化的图书馆和社区中心。
伯恩赛德在1993年设计了一个新的议会标志。由绿色和紫色组成，绿色代表伯恩赛德郁郁葱葱的公园和保护区，紫色代表了蓝花楹树。
东部相邻的阿德莱德山郊区斯凯和奥尔达纳于1999年合并入伯恩赛德。2001年，库珀啤酒厂搬出了利布罗克到摄政公园(Regency Park)。 库珀啤酒厂的旧址被改成了退休村.

### 书籍来源
- Bromell, W. . Unley : Burnside Council. 1981.
- Coleman, D (编). . Corporation of the City of Burnside. 1956.
- Cox, A. Bertram. . Mount Osmond, S. Aust. : The Club. 1978.
- Hugo, Graeme. O'Neil, Bernard , 编. . Association of Professional Historians. 1996. ISBN 0-646-29092-4.
- Simpson, ER. . Hyde Park Press, Richmond, Adelaide. 1993. ISBN 978-0-9592458-2-0.
- Warburton, E. . Corporation of the City of Burnside, South Australia. 1981. ISBN 978-0959387605.

进一步阅读
- (PDF). Prepared for the Corporation of the City of Burnside and the State Heritage Branch of the Department of Environment and Planning by John Dallwitz and Alexandra Marsden of Heritage Investigations, Adelaide 1986.   [2023-06-24]. （原始内容存档 (PDF)于2023-03-06）.
- . Burnside Historical Society. 2015  [2023-06-24]. （原始内容存档于2023-03-26）. Also available on Burnside Council website （页面存档备份，存于）. (Preface to 3rd edition （页面存档备份，存于） says 1st edition 1989; 2nd edition 2000; Amendment 1 2004; 3rd edition 2015.)